# ماریزا ورناتی
ماریزا ورناتی (ایتالیایی: Marisa Vernati؛ ۲۱ ژوئن ۱۹۲۰ – ۱ فوریهٔ ۱۹۸۸) یک هنرپیشه اهل ایتالیا بود.
او با کارگردانانی چون رافائلو ماتارازو، کامیلو ماستروچینکوئه همکاری داشت و در سال ۱۹۴۷ با یک پزشک ایرانی ازدواج کرد و مدتی را در ترکیه گذراند.